# 구아르다현
구아르다현(포르투갈어: Distrito de Guarda 디스트리투 드 구아르다[*], IPA: [ˈɡwaɾðɐ])은 포르투갈 센트루 지방에 위치한 포르투갈의 현이다. 현도는 구아르다 시다.

## 자치단체
구아르다 현은 14개 자치단체로 이뤄져 있다. [C = 도시/"cidade" V = 촌락/"vila"]
- 아기아르다베이라 (Aguiar da Beira) V
- 알메이다 (Almeida) V
- 셀로리쿠다베이라 (Celorico da Beira) V
- 피게이라드카스텔루호드리구 (Figueira de Castelo Rodrigo) V
- 포르누스드알고드르스 (Fornos de Algodres) V
- 고베이아 (Gouveia) C
- 구아르다 (Guarda) C
- 만테이가스 (Manteigas) V
- 메다 (Mêda) C
- 피녤 (Pinhel) C
- 사부갈 (Sabugal) C
- 세이아 (Seia) C
- 트랑코주 (Trancoso) C
- 빌라노바드포스코아 (Vila Nova de Foz Côa, 통칭 포스코아(Foz Côa)) C